# Smålands Dagblad
Smålands Dagblad (SmD) är en oberoende liberal tredagarstidning som publicerar nyheter dygnet runt på smalandsdagblad.se med spridningsområde i Nässjö och Sävsjö kommun.
Tidningen grundades 1922 av Gustaf Hilding Lundberg. Tidningen gick 1987 samman med Smålands-Tidningen, men återuppstod som egen edition 2013. Idag ingår den i Bonnier News Local och SmT-gruppen tillsammans med Smålands-Tidningen,  Vetlanda-Posten och Tranås Tidning.
Tidningen var några månader under 1922 en eftermiddagstidning med Gustaf Hilding Lundberg som redaktör och ansvarig utgivare. År 1929 återuppstod tidningen, nu som morgontidning och med Hjalmar Weiland som ansvarig utgivare i 27 år. Tidningen har redaktioner i Nässjö och Sävsjö. Redaktionen i Sävsjö delas med Vetlanda-Posten, vars spridningsområde även omfattar Sävsjö kommun. Chefredaktör och ansvarig utgivare är Johan Hedberg.
Upplaga: 5 100 (TS 2021)
Räckvidd: 17 000 (Orvesto 2021)